# Hemmestorp
Hemmestorp – miejscowość (tätort) w Szwecji, w regionie administracyjnym (län) Skania, w gminie Sjöbo.
Według danych Szwedzkiego Urzędu Statystycznego liczba ludności wyniosła: 393 (31 grudnia 2018) i 387 (31 grudnia 2019).